# Черемушки (Черниговская область)
Чере́мушки (укр. Черемушки) – посёлок при одноименной ж/д станции, расположенный на территории Бахмачского района Черниговской области (Украина).
Население составляет 37 жителей (2006 год). Плотность населения — 185 чел/кв.км.
Впервые упоминается в 1564 году.
Посёлок Черемушки находится примерно в 16 км к юго-западу от центра города Бахмач. Средняя высота населённого пункта — 142 м над уровнем моря. Посёлок находится в зоне умеренного умеренно континентального климата.
Национальный состав представлен преимущественно украинцами, конфессиональный состав — христианами.